# Tvrdonice
Tvrdonice (deutsch Turnitz) ist eine Gemeinde in Tschechien. Sie liegt acht Kilometer östlich von Břeclav und gehört zum Okres Břeclav.  

## Geographie
Tvrdonice befindet sich an einer Terrasse rechtsseitig der Kyjovka im Dolnomoravský úval (Südliches Marchbecken). Westlich des Dorfes fließt die Svodnice. Vier Kilometer östlich des Dorfes bildet die March die Grenze zur Slowakei. Südwestlich von Tvrdonice führt die Autobahn D 2 in die Slowakei. 
Nachbarorte sind Hrušky im Norden, Týnec und Kopčany im Nordosten, Cunín im Osten, Gbely, Adamov Dvor und Brodské im Südosten, Kostice im Südwesten, Břeclav und Stará Břeclav im Westen sowie U Nádraží im Nordwesten.  

## Geschichte
Die erste urkundliche Erwähnung des zur Herrschaft Týnec gehörigen Dorfes erfolgte im Jahre 1264. Zu den zahlreichen Besitzern gehörte Markgraf Jobst von Mähren, der 1348 Týnec mit den Dörfern Tvrdonice, Kostice, Dluhonice, Hrušky und Lanžhot erwarb. Tvrdonice wurde im Jahre 1538 zum Städtchen erhoben. 1638 erwarb Karl Eusebius von Liechtenstein die Güter und schloss sie an seine Herrschaft Břeclav an. Bis ins 17. Jahrhundert fielen über die Marchfurt bei Brodské häufig feindliche Heere ins Land ein. Die Gegend zwischen Kostice, Tvrdonice und Lanžhot galt als ein offenes Tor zu Mähren und die drei Dörfer hatten regelmäßig unter dem Kriegsvolk zu leiden. Bis zur Mitte des 19. Jahrhunderts blieb Tvrdonice immer den Liechtensteinern untertänig. Die Bewohner lebten von der Landwirtschaft und der Fischzucht. 
Nach der Aufhebung der Patrimonialherrschaften bildete Tvrdonice / Turnitz ab 1850 eine Gemeinde im Bezirk Hodonín. Während des Zweiten Weltkrieges nahm am 13. April 1945 die Rote Armee das Dorf ein, dabei fielen 58 sowjetische Soldaten. Nach dem Ende des Krieges wurde die Gemeinde dem Okres Břeclav zugeordnet. Seit 2002 führt die Gemeinde ein Wappen und Banner. Westlich des Dorfes erstreckt sich eine Erdöl- und Erdgaslagerstätte. Nördlich und südlich befinden sich Weinberge und Obstgärten. Das Dorf ist Teil der Region Podluží.
In Tvrdonice wird jährlich das Folklorefestival Podluží veranstaltet.

## Ortsgliederung
Für die Gemeinde Tvrdonice sind keine Ortsteile ausgewiesen. 

## Sehenswürdigkeiten

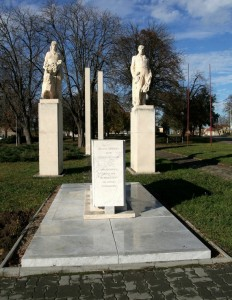
Denkmal der Befreier

- Pfarrkirche St. Nikolaus, der neogotische Bau entstand 1941. Am Platz der vorherigen Kirche befindet sich heute der Park am Gemeindeamt
- Statue des hl. Johannes von Nepomuk
- Denkmal der Opfer des Ersten Weltkrieges
- Denkmal der Opfer des Zweiten Weltkrieges
- Denkmal der Befreier, am Park am Kindergarten, errichtet 1975
- Mährisch-slowakische Chaluppe
- Bildstock
- Denkmal der Erneuerung der Auwälder zwischen der March und Kyjovka, südöstlich des Ortes
- Naturschutzgebiet Stibůrkovská jezera, abgeworfene Mäanderteiche der Kyjovka mit Auwaldresten, südöstlich von Tvrdonice

## Söhne und Töchter der Stadt
- Jan Netopilík (1936–2022), Leichtathlet